# La Guerre dans le Haut Pays
Pour plus de détails, voir Fiche technique et Distribution.
La Guerre dans le Haut Pays est un film franco belgo suisse réalisé par Francis Reusser sorti en 1999. C'est une adaptation du roman historique de Charles-Ferdinand Ramuz publié en 1915. Le film a été sélectionné pour représenter la Suisse dans la catégorie du meilleur film en langue étrangère à la 71e cérémonie des Oscars, mais il n'a pas été nommé.

## Fiche technique
- Titre français : La Guerre dans le Haut Pays
- Titre alternatif : L'Amour en guerre
- Réalisateur : Francis Reusser
- Scénariste : Jean-Claude Carrière adapté d'un roman au titre identique de Charles-Ferdinand Ramuz
- Décors : Stéphane Levy
- Costumes : Jean-Claude Maret
- Photographie : Christophe Beaucarne
- Son : François Musy
- Montage : Jacques Witta
- Musique du film : Jean-François Monot
- Distribution des rôles : Marie-Sylvie Caillierez
- Production : Jean-Louis Porchet, Gérard Ruey
- Co-production : Bruno Pésery, Hubert Toint
- Société de production : Saga Film, Arena Films, CAB Productions
- Société de distribution : Rézo Films
- Pays de production :  France
- Lieux de tournage : Ballenberg, Aigle, Vallée des Ormonts, Col de la Croix, Savoie et Haute-Savoie
- Genre : comédie dramatique
- Durée : 105 minutes
- Dates de sortie :	
  - Suisse : 10 juillet 1998
  - France : 5 mai 1999

## Distribution
- Marion Cotillard : Julie Bonzon
- Yann Trégouët : David Aviolat
- Antoine Basler : Ansermoz
- François Marthouret : Josias Aviolat
- Michel Voïta : Fornerod
- François Morel : Devenoge
- Laurent Terzieff : Isaïe
- Maurice Aufair : Moise Pittet
- Patrick Le Mauff : Tille
- Jacques Michel : Jean Bonzon
- Jean-Pierre Gos : le pasteur
- Daniela Bisconti : Mrs. Bonzon
- Antoine Monot, Jr. : Soldat Ogi
- Jacques Dau : Soldat Lespinasse

## Distinctions

### Récompense
- Festival International du Film de Montagne d'Autrans 1999 : Mention spéciale à la comédienne Marion Cotillard[2].